# Magyarország kassai főkonzulátusa
Magyarország kassai főkonzulátusa a magyar külügyminisztérium fiatal intézményeinek egyike: 25 éve, 2000-ben nyílt Kassa főutcáján, a Hlavná 67. szám alatt. A pozsonyi nagykövetség alá tartozó intézményt vezető főkonzul 2016 óta Haraszti Attila.

## Története
A felvidék legnagyobb magyarlakta településén való képviselet nyitása első ízben 1990-ben merült fel, bár tényleges tárgyalásokat csak 1998-ban kezdeményezett Németh Zsolt akkori külügyi államtitkár. A diplomáciában megszokott, hogy ahogy a nagykövetségeket, úgy  főkonzulátusokat is kölcsönösen nyitnak a felek egymás országában, így a magyar felvetéssel egyidőben merült fel Szlovákia békéscsabai főkonzulátusának megnyitására vonatkozó szlovák igény bejelentése. Az ilyen nagyságrendű szervezői feladatokhoz képest aránylag gyorsan nyílhatott meg a két képviselet: a kassai főkonzulátust 2000. augusztus 18-án adta át Orbán Viktor és Mikuláš Dzurinda, míg a békéscsabai szlovák képviselet 2001. szeptember 1-jén kezdte meg működését. Első főkonzulunk az a Varga György volt, aki műfordítóként számos Hrabal-művel ismertette meg a magyar olvasókat, diplomataként pedig a rendszerváltás utáni első vezetője volt prágai nagykövetségünknek.
A konzulátus Magyarország és Szlovákia kapcsolatainak hullámzását követve működik: nem sokkal a nyitást követően, a 2001. március 15-i ünnepségek után magyarellenes feliratokkal csúfították el az épületet, melynek elkövetőit sosem sikerült azonosítani. Ugyanebben az időben a békéscsabai szlovák konzulátuson is megjelentek "válaszfeliratok", itt azonban sikerült megtalálni a magyar tetteseket. 2005-ben egy szlovák vállalkozó azt állította, hogy a kassai főkonzulátus épületének átépítése során - még a megnyitás előtt - állambiztonságiak lehallgatókészüléket rejtettek el az épületben. Ezt a hírt a SIS (Slovenská informačná služba - Szlovák Információs Szolgálat, a szlovák titkosszolgálat) azonban cáfolta, a magyar külügyminisztérium is azt állította, hogy annak idején átvizsgálták az épületet és mindent rendben találtak, ugyanakkor szlovákiai magyar politikusok nem tartották kizártnak, hogy az állítás igaz.
2010-ben a képviselet működésének egy évtizedes évfordulóját szlovák közjogi méltóságokkal együtt ünnepelték.

## Hatásköre
A konzuli kerület az alábbi közigazgatási egységeket fedi le:
- Kassai és Eperjesi kerület, valamint a Zsolnai kerületen belül a Námesztói, Turdossini, Alsókubini Rózsahegyi és a Liptószentmiklósi járásai.[7]